# Lota Moncada
Lota Moncada (Santiago do Chile) é uma atriz Chilena, . Filha de mãe uruguaia (Zulema Laborde, atriz) e pai chileno,escritor (Julio Moncada), foi criada no Uruguai, mas tem vivido em várias etapas, durante mais de 40 anos no Brasil, país que adotou e onde mora atualmente. É atriz e diretora de teatro, desde 1965, além de professora, escritora e tradutora. 

## Biografía
Licenciada em Filosofia pela Universidade Federal do Paraná, em Curitiba em 1969, é atriz profissional desde 1965 e tradutora há 25 anos.
Já morando em Montevidéu, e trabalhando no Instituto de Cultura Uruguaio-Brasileiro, cursa uma pós-graduação em Linguística Aplicada(Especialização em Português para Estrangeiros), em um convênio entre a Universidad de la República e a Unicamp, São Paulo. 
Entre 1965 e 2007 participa, como atriz ou diretora em mais de 40 espetáculos,entre os quais: Édipo rei- Sófocles,Hipólito e As troianas - Eurípides, alguns clássicos modernos como A casa de Bernarda Alba - Federico García Lorca, À margem da vida -  Tennessee Williams, A Ronda de A. Schnitzler e uma variada gama de dramaturgos contemporâneos: Antonio Bivar (Alzira Power, primeiro [Gralha Azul] de Melhor Atriz, 1975-76), Jorge Díaz (Como sobreviver ao matrimônio, sua tradução), Safiotti Filho (A rainha do rádio), Francisco Pereira da Silva (Chapéu de Sebo), Nelson Rodrigues (Vestido de noiva), Gianfrancesco Guarnieri ( Ponto de partida), Eduardo Sarlòs (Amarillo color cielo), Dario Fo (Un orgasmo adulto escapou del zoológico), Millôr Fernandes (El hombre del comienzo al fin, sua tradução), Zeca Corrêa Leite(Quinhentas vozes, 2002). 
Também atuou em algumas peças escritas por ela, e  Na calada da noite lhe rendeu dois prêmios, um Troféu Gralha Azul como Melhor Atriz e o Prêmio Governador do Estado do Paraná, como Melhor Autora em 1984. 
Ao todo foram quatro Troféus Gralha Azul  como Melhor Atriz (1975-76,1977-78,1983-84), transformando-se na atriz mais premiada pelo Gralha Azul no Paraná. 
Entre os anos de 1968 e 1971  foi apresentadora de jornal, (Show de Jornal [ Tv. Iguaçu - Curitiba , de programas de entrevistas e de um programa diário dedicado ao público feminino: O 4 é um show. Também foi "a garota do Tempo" no Canal 6 - Curitiba.
Em rádio tem feito quase de tudo: locução comercial, apresentação de notícias, produção de programas para crianças, entrevistas, e vários anos de radioteatro, esse último no Sodre- Uruguai. 
No cinema participa em três filmes: Lance Maior de Sylvio Back- 1968, um clássico do cinema brasileiro; "Quarup das Sete Quedas" de Frederico Füllgraf, homenagem ao "assassinato das águas" baseado em poema de Carlos Drummond de Andrade, do qual fez a narração, e Mato eles?, média-metragem de Sérgio Bianchi  de 1982, premiado no Festival de Gramado, como Melhor Diretor em 1983.
Escreve desde muito jovem, fundamentalmente poesia, mas se define como uma escritora bissexta. Ainda assim, participa com o poema Vazia de beijos da antologia de poesia Ecos da alma, da Andross Editora, lançada em São Paulo em fevereiro de 2010. Em 29 de janeiro de 2011 foi lançada a segunda antologia - O segredo da crisálida também pela Andross) da qual participa, desta vez com dois poemas, Cedo voei, e Passagem. Em dezembro de 2010 foi uma das premiadas no Concurso Internacional de Poesía de Latin Heritage Foundation, nos EUA, com o poema "Desconsuelo", e o livro Una isla en la isla, está à venda apenas no site da Amazon.com 
Mantém um blog bilíngue, espanhol- português Palavras Palabras onde divulga seus poemas e literatura de outros autores, incluídas gravações em áudio.